# Takeaki Hommura
Takeaki Hommura (japanisch 本村 武揚 Hommura Takeaki; * 20. Juni 1997 in der Präfektur Tokio) ist ein japanischer Fußballspieler.

## Karriere
Hommura erlernte das Fußballspielen in der Schulmannschaft der Ryutsu Keizai University Kashiwa High School und der Universitätsmannschaft der Ryūtsū-Keizai-Universität. Von August 2019 bis Saisonende wurde er an den Zweitligisten JEF United Chiba ausgeliehen. Für den Verein aus Ichihara absolvierte er ein Zweitligaspiel. Nach der Ausleihe wurde er Anfang 2020 von JEF fest unter Vertrag genommen. Die Saison 2021 wurde er an den Zweitligaaufsteiger Giravanz Kitakyūshū ausgeliehen. Am Ende der Saison 2021 stieg er mit dem Verein aus Kitakyūshū als Tabellenvorletzter wieder in die dritte Liga ab. Nach der Ausleihe wurde er am 1. Februar 2022 von Giravanz fest unter Vertrag genommen.